# Листокрутка різноколірна плодова
Листокрутка різноколірна плодова (Hedya nubiferana) — метелик з родини листокруток. Шкідник сільського господарства, пошкоджує всі плодові культури. Поширена в усіх зонах України і далеко за її межами. Особливо шкодить в плодових садах степової зони України і в Криму.

## Опис
Це невеликий метелик, розмах крил 17-21 міліметрів. Передні крила коричнево-бурі або темно-сірі, верхня частина, що займає третю частину крила, біла, з кількома темними плямками по зовнішньому краю. Задні крила темно-сірі. Яйце прозоре, округле, близько 1 міліметра в діаметрі. Гусениця довжиною 20 міліметрів, сіро-зеленого (оливкового) кольору, голова, бородавки на тілі, грудний і анальний щитки, а також грудні ноги чорні. Лялечка спочатку темно-оливкова, потім чорно-бура. Кінець черевця з гачкоподібними щетинками.

## Екологія
Зимують гусениці третього віку в павутинних коконах під сухим листям, біля основ бруньок і в щілинах кори на тонких гілках. Навесні в період розпускання бруньок, коли середньодобова температура повітря досягає +8°С, гусениці виходять з коконів. Пошкоджують бруньки так само, як брунькова листокрутка. Пошкоджені бруньки не розвиваються, буріють і опадають. Після розпускання бруньок гусениці закручують кінці листків з нижнього боку на верхній і закріплюють їх павутиною разом з суцвіттям у суцільний жмут. У жмуті знаходиться по одній гусениці, яка пошкоджує листя, бутони і зав'язі плодів. Наприкінці травня — в червні гусениці перетворюються на лялечок між двома непошкодженими листочками, скріпленими павутиною. Через 9-15 днів з лялечки виходить метелик. Самки відкладають яйця (по одному) на листки і зрідка на плоди. Одна самка за літо відкладає до 100 яєць. Через 8-12 днів з яєць виходять гусениці, які скелетують листя, іноді пошкоджують плоди.